# Sonnet 33
Sonnet 33 o Full many a glorious morning have I seen è il trentatreesimo dei Sonnets di William Shakespeare.
Full many a glorious morning have I seen

Flatter the mountain tops with sovereign eye,

Kissing with golden face the meadows green,

Gilding pale streams with heavenly alchemy;

Anon permit the basest clouds to ride

With ugly rack on his celestial face,

And from the forlorn world his visage hide,

Stealing unseen to west with this disgrace:

Even so my sun one early morn did shine,

With all triumphant splendour on my brow;

But out! alack! he was but one hour mine,

The region cloud hath mask'd him from me now.

      Yet him for this my love no whit disdaineth;

      Suns of the world may stain when heaven's sun staineth.

## Analisi del testo

### Quartine
Le prime due quartine si mostrano come l'una l'opposto dell'altra: la prima mostra un'idilliaca immagine di serenità, quella di un mattino glorioso (glorious morning); la seconda, che le succede anche cronologicamente, è l'offuscamento negativo della prima, col suo volto sfigurato (disgrace), percorsa da un turbamento.
Nella terza quartina, le immagini naturali delle prime due si mostrano nel loro reale significato, svelandosi dei riferimenti metaforici al fair youth: il giovane amato, che come il più bel sole si è concesso all'io, è presto fuggito, portato via dalle "nuvole più alte" (region cloud), ottenebrando l'io.

### Distico
Nel distico conclusivo, però, l'io si consola e, anzi, continua ad amare il fair youth. Infatti, se anche il sole può essere oscurato dalle nubi, non c'è da meravigliarsi se questo accade anche in terra, tra gli esseri umani.